# Samsung Gear S3
Die Samsung Gear S3 ist eine Smartwatch vom südkoreanischen Technologiekonzern Samsung. Am 31. August 2016 wurde die dritte Generation der Gear-Reihe als Nachfolger der Gear S2 angekündigt, auf der IFA 2016 präsentiert und ab dem 18. November 2016 im Handel vertrieben. Die elektronische Armbanduhr ist mit einer umfangreichen Sensorik ausgestattet und als Activity Tracker konzipiert. Die englische Verkaufsbezeichnung „Gear“ (gɪəʳ) bedeutet „Ausrüstung“.

## Spezifikation

### Hardware
Die Gear S3 gibt es in den zwei Ausführungen „Classic“ und „Frontier“. Die „Classic“ hat ein silbernes, gebürstetes Metallgehäuse mit einem schwarzen Echtlederarmband, wohingegen die „Frontier“ ein schwarz eloxiertes Gehäuse aus rostfreiem Stahl (316L) und ein Kunststoffarmband besitzt. Beide haben eine Wasserwiderstandklasse nach Schutzart IP68 („Schutz gegen dauerndes Untertauchen“) und sind maximal 30 Minuten wasserdicht bis eineinhalb Meter Wassertiefe. Bei der Gehäusegestaltung hat sich Samsung vom Uhrendesigner Yvan Arpa (Hublot) beraten lassen.
Der mit 1 GHz getaktete Zwei-Kern-Prozessor ist ein Samsung Exynos 7270 Dual Core. Als Betriebssystem kommt ein Tizen-basiertes Wearable Platform 2.3.2 zum Einsatz. Der Flash-Speicher hat eine Kapazität von 4 GB, der Arbeitsspeicher (RAM) von 768 MB. Beide Uhren verfügen über einen GPS-Empfänger zur Georeferenzierung sowie einen Herzschlagmesser.

### Interface
Als Benutzerschnittstelle dienen ein Touchscreen, eine drehbare Lünette und zwei Tasten auf der rechten Gehäuseseite. Das berührempfindliche AMOLED Farbdisplay hat einen Durchmesser von 3,3 cm und besteht aus bruch- und kratzfestem Gorilla Glass SR+. Die kreisrunde Anzeige hat eine Auflösung von 360×360 Pixeln bei einer Pixeldichte von 278 ppi. Die Uhr hat ein integriertes Mikrofon und einen Lautsprecher und kann die Audioformate MP3, M4A, AAC und WAV decodieren und abspielen. Mit einem Vibrationsalarm kann zudem eine haptische Rückmeldung erzeugt werden.

### Sensorik
Die Smartwatch misst mit einem Infrarot-Sensor die Herzfrequenz und kann mit Lage- und Beschleunigungssensoren die Körperbewegung ihres Trägers ableiten. Diese Bewegungsdaten können für die Verwendung von Activity Trackern (z. B. S-Health) übermittelt und eingesetzt werden.

### Energieversorgung
Der fest verbaute Lithium-Ionen-Akkumulator hat eine Kapazität von 0,38 Ah. Das Computer-Magazin Chip gibt eine gemessene Akku-Laufzeit von knapp 32 Stunden an. Die Batterie der Uhr wird mittels induktiver Energieübertragung auf einer Ladestation nach dem proprietären Standard Qi geladen.

### Konnektivität
Die Gear S3 ist über die App „Gear Manager“ kompatibel zu allen Smartphones mit dem Betriebssystem Android ab Version 4.4 „KitKat“. Die Einbindung des Musikstreaming-Dienst Spotify wurde nicht zur Produkteinführung, sondern erst ab dem 19. Dezember 2016 implementiert. Optional wird für die Vereinigten Staaten, Singapur und Südkorea die „Frontier“ auch mit LTE-Mobilfunkunterstützung via eSIM angeboten.

## Modellvergleich
| Modell          | Gear S3 frontier                                                                                     | Gear S3 frontier (LTE)                                                                               | Gear S3 classic                                                                                      |
| --------------- | --- | --- | --- |
| Display         | 1.3” Circular Super AMOLED, 360×360, 278ppi, Corning Gorilla Glass SR+                               | 1.3” Circular Super AMOLED, 360×360, 278ppi, Corning Gorilla Glass SR+                               | 1.3” Circular Super AMOLED, 360×360, 278ppi, Corning Gorilla Glass SR+                               |
| Prozessor       | Exynos 7270 Dual Core 1,0 GHz                                                                        | Exynos 7270 Dual Core 1,0 GHz                                                                        | Exynos 7270 Dual Core 1,0 GHz                                                                        |
| Betriebssystem  | Tizen-basiertes Wearable Platform 4.0.0.4                                                            | Tizen-basiertes Wearable Platform 4.0.0.4                                                            | Tizen-basiertes Wearable Platform 4.0.0.4                                                            |
| Größe           | 49×46×12,9                                                                                           | 49×46×12,9                                                                                           | 49×46×12,9                                                                                           |
| Gewicht         | 62 g                                                                                                 | 62 g                                                                                                 | 57g                                                                                                  |
| Speicher        | 4 GB interner Speicher, 768 MB RAM                                                                   | 4 GB interner Speicher, 768 MB RAM                                                                   | 4 GB interner Speicher, 768 MB RAM                                                                   |
| Verbindungen    | Bluetooth 4.2, Wi-Fi b/g/n, NFC, MST, GPS/Glonass                                                    | 3G/LTE, Bluetooth 4.2, Wi-Fi b/g/n, NFC, MST, A-GPS/Glonass                                          | Bluetooth 4.2, Wi-Fi b/g/n, NFC, MST, GPS/Glonass                                                    |
| Sensoren        | Beschleunigungsmesser, Gyroskop, Barometer, Herzfrequenzmessgerät, Umgebungslichtsensor, Speedometer | Beschleunigungsmesser, Gyroskop, Barometer, Herzfrequenzmessgerät, Umgebungslichtsensor, Speedometer | Beschleunigungsmesser, Gyroskop, Barometer, Herzfrequenzmessgerät, Umgebungslichtsensor, Speedometer |
| Batterie        | 380 mAh Li-Ion                                                                                       | 380 mAh Li-Ion                                                                                       | 380 mAh Li-Ion                                                                                       |
| Ladetechnologie | Wireless charging (WPC Inductive)                                                                    | Wireless charging (WPC Inductive)                                                                    | Wireless charging (WPC Inductive)                                                                    |
| Produktcode     | SM-R760                                                                                              | SM-R765                                                                                              | SM-R770                                                                                              |

Die „LTE“ Modelle unterscheiden sich technisch abhängig vom Land und der Mobilfunkinfrastruktur des jeweiligen Mobilfunkanbieters:
| Modell   | Land     | Netzanbieter    | LTE Support               | LTE Band (Frequenz)                                        | UMTS Support                   | UTMS Band (Frequenz)                                     |
| -------- | -------- | --------------- | ------------------------- | ---------------------------------------------------------- | ------------------------------ | -------------------------------------------------------- |
| SM-R765A | USA      | AT&T            | LTE                       | B2 (1900 PCS) B4 (1700/2100 AWS 1) B5 (850) & B17 (700 bc) | UMTS                           | B1 (2100) B2 (1900 PCS) B5 (850)                         |
| SM-R765F | Singapur | Singtel Starhub | LTE LTE 100/50 LTE 150/50 | B1 (2100) B3 (1800 +) B5 (850)                             | UMTS, HSUPA, HSUPA 5.8 & HSDPA | B1 (2100)                                                |
| SM-R765L | Südkorea |                 | LTE LTE 100/50 LTE 150/50 | B5 (850)                                                   |                                |                                                          |
| SM-R765S | Südkorea |                 | LTE                       | B5 (850)                                                   |                                |                                                          |
| SM-R765T | USA      | T-Mobile US     | LTE                       | B2 (1900 PCS) B4 (1700/2100 AWS 1) B5 (850)                | UMTS                           | B1 (2100), B2 (1900 PCS), B4 (1700/2100 AWS 1), B5 (850) |
| SM-R765V | USA      | Verizon         | LTE LTE 100/5 LTE 150/50  | B4 (1700/2100 AWS 1) B13 (700 c)                           |                                |                                                          |
| SM-R775S | Südkorea |                 | LTE                       | B5 (850)                                                   |                                |                                                          |

## Rezeption
„Die Gear S3 ist wahrlich ein technisches Wunderding und zurzeit die ausgereifteste Smartwatch am Markt. Die App-Auswahl ist begrenzt und lässt noch einige Wünsche offen. Zielgruppen dieser Uhr sind Technikfreaks und Leute, die keine Sekunde ihres Lebens die Verbindung zur Außenwelt verlieren wollen. Die Telefonfunktion der Uhr ist ein Tool, mit dem es sich gut angeben lässt.“

“The problem is that the Gear S3 still feels like an experiment, when, in its second iteration (the S2 was the first major redesign), it should really start feeling like a more mature, polished product. […] The Gear S3 is an insanely feature-rich smartwatch with a big, bold design. But unlike the latest Apple Watch and Android's upcoming 2.0 software update, Samsung's Tizen-based Gear S3 doesn't do enough to improve the experience or support more apps. And few of those apps actually use the Gear S3's standalone LTE. In terms of hardware, it's a better watch than last year's bold, clever Gear S2. And yet, it fails to take enough leaps forward in its software.”

„Das Problem mit der Gear S3 ist, dass sie sich wie ein Experiment anfühlt, wo die zweite Überarbeitung (die S2 war das erste grundlegende Redesign) sich doch eigentlich wie ein ausgereifteres, aufpolierteres Produkt anfühlen sollte. […] Die Gear S3 ist eine wahnsinnig funktionsreiche Smartwatch mit einem starken, mutigen Design. Doch anders als die neueste Apple Watch und Androids bevorstehendes Software-Update 2.0, kümmert sich Samsung für die Tizen-basierte Gear S3 nicht ausreichend darum, das Nutzererlebnis zu verbessern oder weitere Apps zu unterstützen. Und nur wenige Apps profitieren von der LTE Unterstützung. In Bezug auf die Hardware ist sie eine bessere Uhr als die robuste, raffinierte Gear S2 des letzten Jahres.“